# Relações exteriores da Somalilândia
Devido ao seu não reconhecimento, as relações exteriores da Somalilândia com outras nações são inexistentes. A política externa atual de Somalilândia é tentar assegurar reconhecimento internacional como um país estável e soberano, para que o auxílio internacional possa ser mais prontamente assegurado.
A Somalilândia foi independente durante um período de 3 dias em 1960, entre o final do domínio colonial britânico e a sua união com a antiga colônia italiana da Somália, cujo estatuto continuou até à declaração unilateral de restabelecimento de sua independência em 1991.
A reivindicação de soberania da Somalilândia permanece em seu antigo status de independente. Além disso, o fato de que o resto da Somália esteja em estado de caos enquanto a Somalilândia está sob um governo estável também tende a credenciar esta reivindicação.
A atitude das Nações Unidas e da União Africana quanto à preservação das fronteiras nacionais existentes tem até agora prevenido o reconhecimento da Somalilândia, apesar de exemplos do antigo status da Somalilândia Britânica, e do fato da Eritreia ter se destacado com sucesso da Etiópia e se tornado um país reconhecido.
Uma missão da União Africana que visitou a Somalilândia no começo de 2005, recentemente publicou um relatório que recomendava consideração favorável para o reconhecimento da independência da Somalilândia. 
Em 2020 Somalilândia e Taiwan que também é um país com reconhecimento limitado, iniciaram relações estreitas, provocando respostas negativas da Somália e da China, em 2022 a presidente de Taiwan, recebeu a visita o ministro da Somalilândia 
«Taiwan recebe visita de Somalilândia». IstoÉ Dinheiro. Consultado em 15 de Janeiro de 2022